# False Bay

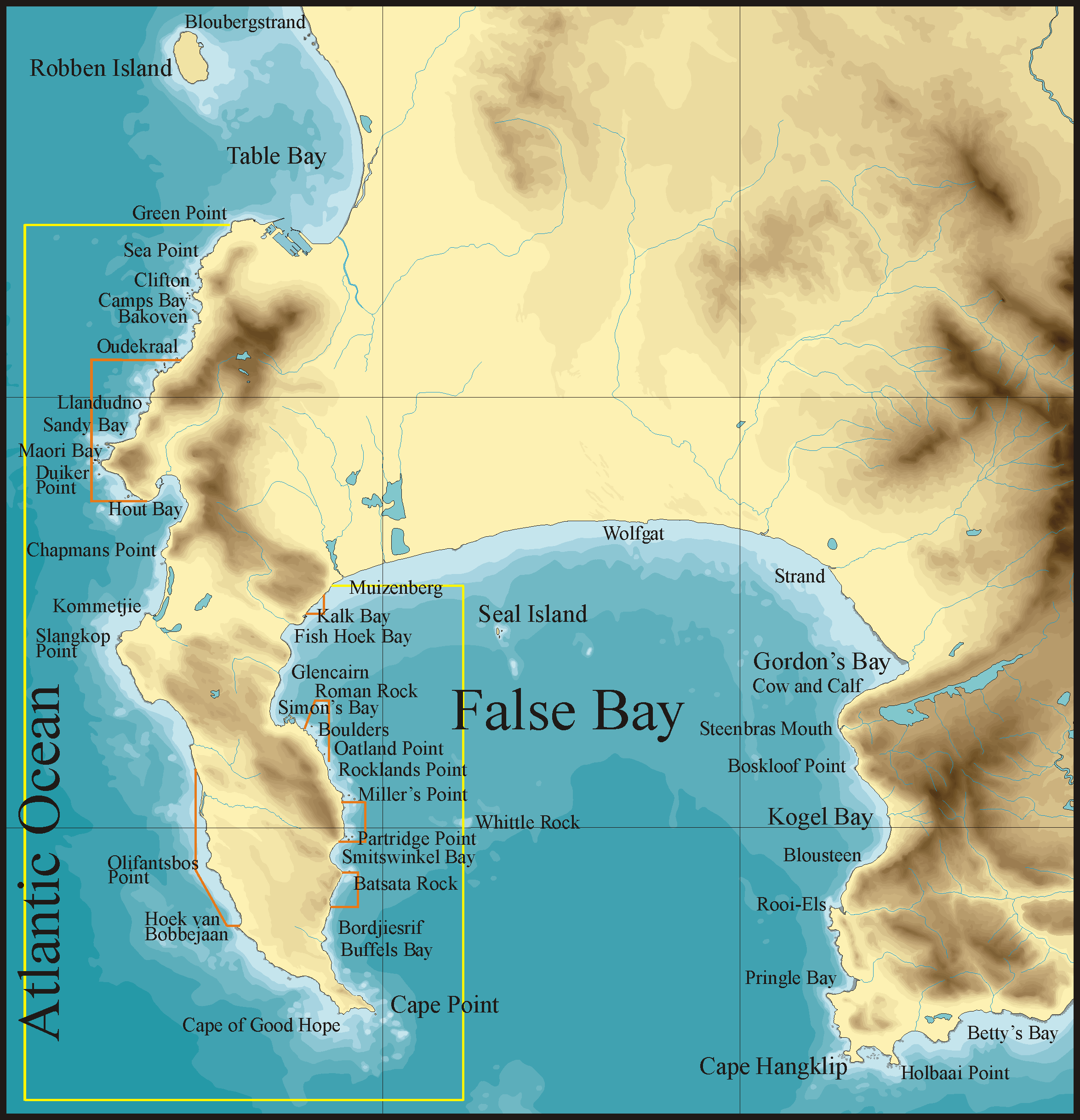
Mapa

False Bay (afrikánsky Valsbaai, česky Nepravá zátoka) je mořský záliv Atlantského oceánu na samém jihu Afriky. Nachází se 20 km jižně od Kapského Města a je vymezen mysem Hangklip na východě a mysem Dobré naděje (resp. Kapským poloostrovem) na západě. Název získal podle toho, že nezkušení námořníci při obeplouvání Afriky směrem na západ často považovali mys Hangklip již za mys Dobré naděje a odbočovali do této zátoky v domnění, že už obeplouvají Kapský poloostrov cestou do Stolové zátoky (Table Bay) s přístavem Kapské Město.
Díky proudu Střelkového mysu (který v těchto místech končí), má Nepravá zátoka poměrně teplou vodu, v zimě jsou zde však časté bouře vyvolané mísením se studeným Západním příhonem a Benguelským proudem ze západu.
Prvním Evropanem, který oblast navštívil, byl roku 1488 Bartolomeo Dias a pojmenoval ji Golfo dentro das Serras (Záliv mezi horami). Většina pobřeží zátoky je tvořena pohořím Kogelberg, dosahujícím až 1788 metrů nad mořem, jen na severu je Kapská rovina (Cape Flats) s písečnými plážemi. V zálivu se nachází ostrůvek Seal Island, dlouhý 800 metrů a široký 50 metrů. Oblast je významným turistickým centrem, vyhledávají ji rybáři, potápěči a jachtaři, je zde možno pozorovat vzácné živočichy (lachtan jihoafrický, žralok bílý, velryba jižní). Ve městě Simon's Town má svoji největší základnu Jihoafrické námořnictvo.